# Batalla del Cabo de San Vicente (1780)
La batalla del cabo de San Vincente (1780) tuvo lugar cerca del cabo de San Vicente, Portugal el 16 de enero de 1780 entre una escuadra británica bajo el mando del almirante George Brydges Rodney, a bordo del HMS Sandwich y una escuadra española al mando de Juan de Lángara, a bordo del Real Fénix. A veces es denominada batalla a la luz de la luna por no ser habitual que los enfrentamientos entre buques de línea se produjesen por la noche.
Librada durante la Guerra anglo-española (1779-1783), provocada por la participación española en la Guerra de Independencia de los Estados Unidos, resultó la primera victoria británica importante en el conflicto y mostró la gran ventaja de las quillas forradas de cobre, una nueva tecnología que no solo protegía a las naves de la podredumbre sino también evitaba la acumulación de la incrustación biológica, dándoles a las naves británicas una notable ventaja en velocidad.
Rodney, con unos 19 o 20 navíos de línea, que había zarpado de Portsmouth el 25 de diciembre de 1779 escoltaba a un convoy de barcos con el objetivo de abastecer primero a Gibraltar, sometida a su tercer asedio y después a Menorca, cuando fue avistada por la flota de Lángara, quien al comprobar el tamaño de la flota británica, intentó buscar la seguridad de Cádiz, pero los buques británicos, forrados de cobre, le persiguieron y alcanzaron al cabo de unas dos horas.
En la batalla, que duró desde media tarde hasta pasada la medianoche, los británicos capturaron a cuatro barcos españoles, incluyendo el buque insignia de Lángara. Otras dos naves también fueron capturadas, pero se desconoce su destino final; algunas fuentes españolas indican que fueron retomados por sus tripulaciones, mientras que el informe de Rodney indica que las naves fueron a tierra y destruidas.
Después de la batalla Rodney reabasteció con éxito Gibraltar y Menorca antes de continuar a la Indias Occidentales. Los oficiales españoles fueron liberados bajo palabra; Lángara fue promocionado a teniente general por el rey Carlos III.

## Antecedentes
Uno de los de los principales objetivos españoles para su entrada en la guerra de independencia americana en 1779 fue la recuperación de Gibraltar, que había sido tomado por Inglaterra en 1704, y la isla de Menorca, también bajo soberanía británica a raíz del Tratado de París de 1763. 
La estrategia diseñada para tomar El Peñón consistía en aislarlo por completo, rindiendo por hambre a su guarnición, compuesta por tropas de Gran Bretaña y el Electorado de Hannover. El asedio comenzó formalmente el 21 de junio de 1779, con un férreo bloqueo terrestre y el bloqueo naval  hispano francés. El componente naval británico en el Mediterráneo consistía en un único cañonero, tres fragatas y una balandra insuficientes para contrarrestar a las naves españolas. A consecuencia del bloqueo era tal la situación en la colonia gibraltareña que a finales de 1779 el barril de harina costaba catorce guineas, encareciéndose el resto de alimentos en similar proporción. A finales de 1779, sin embargo, las reservas en Gibraltar se estaban agotando severamente por lo que su comandante, General George A. Eliott, hizo un llamamiento a Londres para intentar aliviar el cerco. Por ello se equipó un convoy de suministros de 200 velas  en el que iba tropa, y municiones de boca y guerra, siendo escoltado por 22 navíos de línea, tres de ellos de tres puentes, y 14 fragatas  bajo el mando del Almirante Sir George Brydges Rodney . Aunque el destino final de Rodney era comandar la flota de las Antillas, tenía instrucciones secretas para primero reabastecer Gibraltar y Menorca
Conocido por la corte de Madrid el proyecto del envío de un fuerte convoy por parte de los ingleses, se trató de impedirlo determinando que hubiese dos puntos de espera, en los cuales, con fuerzas superiores, fuese atacada la escuadra inglesa, teniendo la finalidad de que, si no se lograse derrotarla en el uno, le quedasen todavía que vencer las dificultades del otro.
El primer punto de espera debía de ser Brest. El acuerdo con el Gabinete de Francia era que por parte francesa había de tener prestos al menos 20 navíos, para que unidos a los 20 españoles que se habían dejado en Brest al mando de D. Miguel Gastón compusieran un número superior, en más de un tercio, al de los que salieran de Inglaterra.
Desde Brest, como puerto situado a la entrada del Canal, era muy fácil espiar y saber el momento de salida.  Anticiparse, esperar y atacar en unos parajes tan estrechos que la escuadra inglesa no podría evitar el combate o impedir que las combinadas se apoderasen de todo o la mayor parte del convoy del socorro. 
Se estimaba que, aunque las resultas del combate no fuesen más que las de un descalabro recíproco, los británicos tendrían grandes dificultades para continuar el viaje hasta Gibraltar, de conducir indemne el convoy además de resistir en aquel estado, y después de tal navegación, a un segundo ataque que le estaba preparado en el otro punto de espera, dispuesto a la entrada del Estrecho, entre los cabos Espartel y Trafalgar.
Fue por ello que se dispuso que se volviese a Cádiz, desde Brest, el  Almirante Luis de Córdova, con sus 16 navíos, que unidos a 10 de los del bloqueo de Gibraltar, al mando de D. Juan de Lángara, serían 26. 
El 4 de enero de 1780 la flota británica se divide, las naves rumbo a las Indias giran hacia el oeste. Esto deja a Rodney al mando de 19 navíos de línea, que debían escoltar al convoy de suministros hacia Gibraltar.

## Primera escaramuza
El almirante inglés encontró buen tiempo; descendió por la costa de Francia y golfo de Gascuña, sin encuentro de enemigos[i], y el 7 de enero a cien millas al oeste de Finisterre se desgajaron del convoy los 200 mercantes, el navío Hector (74) y tres fragatas que iban con destino a las Indias occidentales además del que iba con destino a las Indias orientales. Continuando Rodney por la costa de Portugal tuvo el 8 de enero un encuentro con un convoy español. A las primeras luces de ese día avistaron los ingleses 22 velas al noroeste de su posición, señal de que las habían sobrepasado y dejado atrás durante la noche. De inmediato se inició su persecución y dándoles alcance se hicieron de ellas en apenas una hora. Siete de los navíos lo eran de guerra, tipo fragata[ii], y 15 transportes que conducían desde San Sebastián a Cádiz, víveres y pertrechos para la flota española, Rodney procedió a incorporar algunos de ellos, doce, a su flota con destino a Gibraltar y remitió el resto a Inglaterra bajo la vigilancia del navío HMS América y a la fragata HMS Pearl. De entre los buque capturados, el que estaba mejor armado, 64 cañones, llamado Guipuzcoana, rinde el pabellón después de un intercambio superficial de fuego. Tras ser apresada es renombrada HMS Prince William, en honor de Príncipe Guillermo, tercer hijo del rey, que servía como guardiamarina en la flota. El  rebautizado "HMS Prince William es incorporado a su flota, así como algunos de los barcos de suministro que llevan carga de utilidad para la guarnición de Gibraltar. El 12 de enero el HMS Dublín, que el día 3 había perdido parte de su aparejo, sufrió daño adicional por lo que levantó bandera de socorro. Con la ayuda del HMS Shrewsbury arribó a Lisboa el 16 de enero.
[i] El distinto grado de compromiso que imprimieron las partes española y francesa al “pacto de familia” se pone en evidencia cuando se comprueba como en su ejecución primaron los intereses particulares. Véase como mientras al 13 de enero solo estaban dispuestos 4 navíos franceses para acompañar a Gastón a Cádiz, el 2 de febrero-20 días después- parte para América el conde de Guichen con un convoy de 16 navíos y un convoy que llega a Martinica el 23 de marzo. 4 y 16 suman los 20 que unidos a los 20 españoles de Gastón se entendían suficientes para atacar a Rodney en su viaje a Gibraltar. En caso de enfrentarse al inglés de seguro que Lángara no habría sufrido el tremendo descalabro del cabo de Santa María. 
[ii] Guipuzcoana, de 64 cañones renombrado Prince William por los ingleses; San Carlos (32); San Rafael (30); San Bruno (26); Santa Teresa (24); San Fermín (16); San Vicente (14).

## Batalla 'Al Claro de Luna'
El 15 de enero, Rodney doblo el cabo de San Vicente acompañándole la fortuna; hasta entonces había navegado con vientos favorables del Norte mientras ahora y pasado el promontorio le soplaron del Sudoeste, lo que lo empujaba hacia el Estrecho que embocó por el pasillo entre Cabo San Vicente y el Peñón camino a su destino, Gibraltar. Rodney sabedor de que una escuadra española de 14 navíos cruzaba el cabo en espera del convoy había dado con antelación las instrucciones pertinentes a sus comandantes para estar preparados para el combate[i].
Mientras el temporal levantaba mar gruesa y nubarrones que descargaban abundante lluvia, allá por el cabo de Santa María, en la mañana del 16, una de sus fragatas inglesas en descubierta, Bedford, avisto la flota española señalando «escuadra por el tercer cuadrante», a 12 millas de distancia.
Rodney mando formar «línea de combate en orden de frente», y reconociendo antes de que el movimiento se ejecutara que el enemigo lo hacía formando en línea, mura a estribor, a las dos de la tarde arrío esa señal y puso la de «orza general», agregando la de empezar el combate con independencia y por sotavento a fin de impedir a los españoles la retirada a sus puertos. 
Las velas avistadas eran las de la escuadra española de D. Juan de Lángara, los navíos Real Fénix (80) almiranta, Princesa (74), Diligente (74), Monarca(74), Santo Domingo(74), San Agustín(74) al mando de  D. Vicente Doz, San Lorenzo(74), San Julián(64), San Eugenio(74) al mando de D. Antonio Domonte, San Genaro(74), San Justo(74) más las fragatas Santa Rosalía (34)y Santa Cecilia(34). 
De todos ellos, los navíos San Genaro, San Justo, así como las fragatas Santa Bárbara y Santa Gertrudis se habían separado del grueso de la escuadra a consecuencia del temporal sufrido días antes por lo que no tomaron parte en la acción. 
Lángara, desde que había pasado el 2 de enero al golfo de Cádiz desde Cartagena donde había reparado sus barcos, había sufrido duros temporales no habiendo podido arribar a puerto seguro, porque la cerrazón del tiempo y lo fuerte de los vientos del primer cuadrante le habían imposibilitado aterrar para conseguirlo y situarse de manera precisa. Cuando su estima le indicaba estar en el paralelo de Cádiz, estaba sin embargo “demorándose el cabo de Santa María al NSE -aproximadamente a 90´ de Cádiz-.  Por esta razón estaba persuadido que ese día 16 de enero de 1780 estaba algo más para el Este de su posición real por lo que el posterior combate fue más fruto de la casualidad y la falta de exploración por la flota española que algo buscado por ambos contendientes. 
Escuadra de Langara en el Cabo de Santa María.16 de Enero 1780
Real Fénix (80), buque insignia de Langara, con el Capitán de Navío Francisco Melgarejo y de Rojas como Comandante del buque.
Princesa (74), Comandante el Capitán de Navío Manuel León
Gallardo (74), Comandante el Capitán de Navío Alberto de Olaondo y de Torres
Monarca (74) Comandante el Capitán de Navío Antonio Oyarbide
Diligente (74), Comandante el Capitán de Navío Antonio Albornoz
San Julián (74), Comandante el Capitán de Navío Marqués de Medina
San Genaro (74), Comandante el Capitán de Navío Félix de Tejada y Suárez de Lara
San Lorenzo (74), Comandante el Capitán de Navío Juan Araoz y Caro
San Agustín (74), Comandante el Capitán de Navío Vicente Doz y de Funes
Santo Domingo (74), Comandante el Capitán de Navío Ignacio Mendizábal y Vildósola
San Eugenio (80), Comandante el Capitán de Navío Antonio Domonte y Ortiz de Zúñiga
San Leandro (64), Comandante el Capitán de Navío Ignacio Duque de Estrada y Queypo
San Justo (74), Comandante el Capitán de Navío Francisco Urreztieta
Fragata Santa Cecilia (40), Comandante el Capitán de Fragata Domingo Pérez de Grandallana
Fragata Santa Rosalía (34), Comandante el Capitán de Fragata Antonio Ortega
En este día, en que el viento estaba fuerte al SO, con mucha mar y cerrado todo por igual, con muy corto horizonte a causa de una perenne llovizna, dio la señal de virar por redondo de la vuelta del SE a la una y media de la tarde. 
Al poco rato de haber empezado la maniobra, el Real Fénix, que era el navío de vanguardia, descubrió desde el tope a los enemigos al NNO, distantes unas 12 millas.
Con esta noticia se siguió la virada y el comandante español puso la señal de formar la línea de combate mura a estribor para con este rumbo y formación evitar el paso y reconocer los buques avistados. Como a las dos de la tarde avisaron del mismo tope que las velas descubiertas eran 24 grandes y 60 pequeñas. 
Se formó la línea con los navíos Real Fénix, San Agustín, San Eugenio, Santo Domingo, San Lorenzo, Princesa, Diligente, Monarca y San Julián, colocándose a sotavento las dos fragatas Santa Rosalía y Santa Cecilia y cuatro embarcaciones detenidas, y sobre las gavias aguardaron para reconocer la naturaleza de los buques extranjeros que, como los nuestros iban al SE para proceder con conocimiento que actitud se debía tomar. 
Como eran tan cortos los horizontes y, por consiguiente, la distancia de la descubierta, Lángara no llegó a discernir la cantidad y calidad de los enemigos, conocidos ya por sus banderas, hasta tenerlos como a tres leguas, en que pudo divisar ser 22 navíos, entre ellos tres de tres puentes, además de algunas fragatas. Comprobó el comandante español que la escuadra enemiga se iba abriendo en dos divisiones, de que una ocupaba la banda del N y otra hacía por la escuadra, con ánimo, al parecer, de doblar nuestra línea, entablar combate, y cortar nuestra retirada.
Para frustrar estas ideas, conocida la superioridad de las fuerzas contrarias, Lángara ganó tiempo para consultar por medio de señales a sus Comandantes si convendría arribar a Cádiz en retirada, y vista la contestación afirmativa, después la de formar el orden de retirada, la ordenó con fuerza de vela. En esta acción, como a las tres de la tarde, Lángara se puso a gobernar en vuelta del ESE con ánimo de empeñar a los enemigos en el saco de Cádiz si permaneciesen en la idea de perseguirlos o, si desistían de ella, por no empeñarse en la lucha.
Pero los navíos ingleses que tenían los fondos forrados con planchas de cobre, lo que les daba gran superioridad de marcha, iban acortando distancias. Habiendo emprendido la caza sin sujeción a orden y como más podían, la vanguardia – Edgar, Resolution, Defense y Beldford- alcanzó al Santo Domingo (74) al mando del capitán D. Ignacio Mendizabal[i], que estaba a la retaguardia y algo retrasado al faltarle la verga mayor desde que la perdiera en el vendaval del día 13. 
Con el fin de recibir a los ingleses, indicando el ánimo de defenderse, los buques de nuestra escuadra largaron la bandera y el navío almirante, el Real Fénix, además su insignia. 
Al poco rato, como a las cuatro y media de la tarde, el navío Edgar comenzó el fuego, que llegó al presentarse al costado de babor del Santo Domingo, y al tiempo de ir a hacerle la señal de romper el fuego, lo verificó con una descarga, y lo siguió con tanta contundencia el navío español que el inglés hubo de alejarse para evitar el castigo. 
En este momento aprovecho el Santo Domingo para intentar acercarse a nuestra escuadra pero alcanzado por dos navíos enemigos, por la aleta de estribor el uno y por la de babor el otro, empezó a hacer fuego por ambas bandas y por los guardatimones, lo que ocasionó, a las cuatro y media y con el viento en popa la desgracia de volarse por su mismo fuego con horroroso estrépito, desapareciendo el navío español Santo Domingo y con él cuantos lo tripulaban.
Al volarse el Santo Domingo, había empezado a combatir el Princesa (74), atacándole tres navíos contrarios, y sin cesar en la fuerza de vela hizo un fuego muy nutrido siguiéndole el Diligente (74) enfrentado a igual número de navíos ingleses.
El navío inglés Defense, de 74 cañones, teniendo la batería baja de á 32 y la alta de 18, empezó a la caída de la tarde a batir al Real Fénix, de 80, cuya batería es de 24 la primera y de 18 la segunda, a lo que se le respondió con fuego intenso llegando a obligar al inglés a evitar el costado por tomar la aleta de babor, estando ya por la de estribor el navío Bienfaisant, de 64, cuya batería baja era de 24 y de 18 la alta. 
Fuera del área de combate las fragatas Santa Cecilia y Santa Rosalía junto a los navíos San Lorenzo y San Agustín por la ligereza de su marcha, pudieron los ingleses, una vez desaparecido el Santo Domingo, acometer con fuerzas triplicadas a los menos veleros de entre los navíos españoles.
Lángara, con el fin de deshacerse de alguno de los dos contrarios, arribo hasta situarse a medio tiro de pistola del Defense (74), que quedó bastantemente maltratado, y en esta disposición, determinado a toda costa a detener los más veleros de los enemigos que se acercaban y dar lugar a que siguiesen con esta ventaja en su retirada el resto de los nuestros se hizo  un vivísimo fuego a la vez que se recibía el de ambos navíos enemigos, aumentados por el Royal  George de 90 del almirante Ross, que en una de las descargas por la cuadra de estribor del Real Fénix, consiguió barrer de la cubierta de la toldilla el palo de mesana, que en su caída inutilizo algunos cañones de babor, hasta que a las seis de la tarde pudo desprenderse este obstáculo. A esta hora Lángara recibió una herida de bala de fusil junto al oído izquierdo, permaneciendo el comandante español en el alcázar a pesar de la cercanía de los fuegos, la mucha mar y poca batería del Real Fénix llegando a no bastar los desagües de la batería baja por lo que se  anego el entrepuente. 
Como a las siete de la tarde, en que se había arrimado otro navío enemigo por la popa, Lángara recibió una fuerte contusión de metralla en el muslo derecho; pero determinado a mantenerse al mando permaneció en el alcázar hasta que al poco rato fue herido nuevamente en la cabeza y perdido el sentido con lo que lo condujeron a la enfermería. 
Poco después el Real Fénix[ii] recibió una descarga general de un quinto navío enemigo echando abajo el mastelero mayor, que con su vela de juanete quedó atravesado en el buque. Ya entonces el fuego de cinco navíos enemigos había logrado dejar sin gobierno al buque almirante español, a ello se añadía que estaba sin aparejo, desarbolado del palo de mesana, del mastelero de gavia y del de juanete de proa, quedándole más que jirones de las velas de trinquete y velacho en condiciones de no poder sufrir una fuerte mar, quedando sin manejo alguno.
Continuando el fuego enemigo hasta cerca de las diez de la noche, obligados a sufrir el fuego por la proa, popa y aletas, y sin el menor auxilio de nuestros buques, que se alejaban batiéndose en retirada, el Real Fénix arrió la bandera del Rey teniendo nueve muertos y 105 heridos.
Cesado el combate y rendido el buque español se separaron de este navío  los ingleses Defense (70) y Bienfaisant (64)  viniendo de este  último un destacamento con dos oficiales, que ocuparon aquella noche y el día siguiente en armar una bandola de popa con el mastelero del periquito y su verga, echar al agua la verga mayor, por inútil, sustituyéndola con una de gavia y su vela sobre tres rizos, envergar un trinquete y una sobremesana por velacho, cuyo aparejo, por endeble y desproporcionado para el furioso viento y mar SO que teníamos, hubiera acarreado la pérdida del Real Fénix sobre la Aceitera la noche del 17, si saltando afortunadamente el viento al noroeste no hubiese evitado el desastre. 
Casi lo mismo sucedió al día siguiente sobre cabo Espartel, que no podíamos montar con el NO, llegando a 28 brazas de agua, si lo hubiéramos logrado, a no rolar el viento al O.
En atención a lo esforzado de la defensa que había ejercido el Real Fénix el capitán McBride  tuvo con Lángara  la deferencia de no largar la insignia de su grado debajo de su bandera, ni la española de popa además de que se quedasen con él la oficialidad, en contra de lo acostumbrado, y tripulación  en el navío para preservarla de la epidemia de viruelas de sufría el buque inglés[iii].
A los demás navíos españoles fueron alcanzando sucesivamente dos y más de los contrarios, generalizándose el combate en las peores condiciones para unos y otros, navegando en popa con mucha vela y dando por consiguiente enormes balances, con los que la gruesa mar entraba por las portas de las baterías bajas é inundaba las cubiertas. A estas graves molestias se juntó la oscuridad en noche tempestuosa del invierno, con la que difícilmente se veían.
Otros navíos no pudieron resistir tanto ni tan bien como el Fénix , el Monarca (74), alcanzado a medianoche  fue rodeado por dos navíos enemigos que reforzados  por el tres puentes Sandwich de 90 cañones, insignia de Rodney, que hacia las dos de la madrugada obligaron al español a rendirse mientras aún sonaban las baterías del San Julián que había resistido con gran valor los ataques continuos que de tres en tres le hicieron nueve buques hasta que se añadió a ellos el Royal George, momento en el que el  marqués de Medina que comandaba el buque español herido de un astillazo en la pierna y un golpe en la cara perdió el sentido y fue retirado bajo cubierta para entrarse, una vez recuperado, de la rendición de su  buque tras diez horas de combate.  A esta hora en que cesó por todos lados el fuego vencedores y vencidos se ocuparon en reparar las averías y en luchar contra el temporal, que a todos arrollaba sobre los bajos del saco de Cádiz. Tal era el peligro del temporal para el conjunto de las flotas española e inglesa que en dos de los navíos españoles marinados por ingleses, el San Julián y el San Eugenio, lo grueso del mar y la oscuridad de la noche  no permitieron trasbordar todos los prisioneros manteniéndose algunos de los oficiales españoles en sus respectivos buques  por lo que ante el riesgo de hundirse redujeron a los escasos ingleses que habían trasbordado y que desconocedores de la costa  se declararon con rapidez prisioneros con tal de salvar las vidas, por lo que, rescatados, entraron en la bahía. Fue el caso que el San Julián fue marinado por el Royal George que apenas tuvo tiempo de mandar al buque español 70 hombres y 2 oficiales, llevándose al navío inglés a todos los oficiales españoles salvo a su comandante y al teniente de fragata Martínez que estaba en la enfermería al haber sido heridos gravemente. Los aprehensores en vez de dedicarse a la faena de desembarazarse de la destrozada arboladura y aparejo que, arrastrando por el agua, hacia caer el navío a la ronza, empeñándole sobre la costa, forzaron la escotilla de la despensa y se arrojaron a destapar y beber en exceso del vino que contenían las vasijas en ella depositadas. De manera que haciéndose más crítica la situación de la presa, se vio obligado el Royal George a largar el remolque que había conservado todo el día 17, para atender a su propia salvación que se hallaba seriamente comprometida.

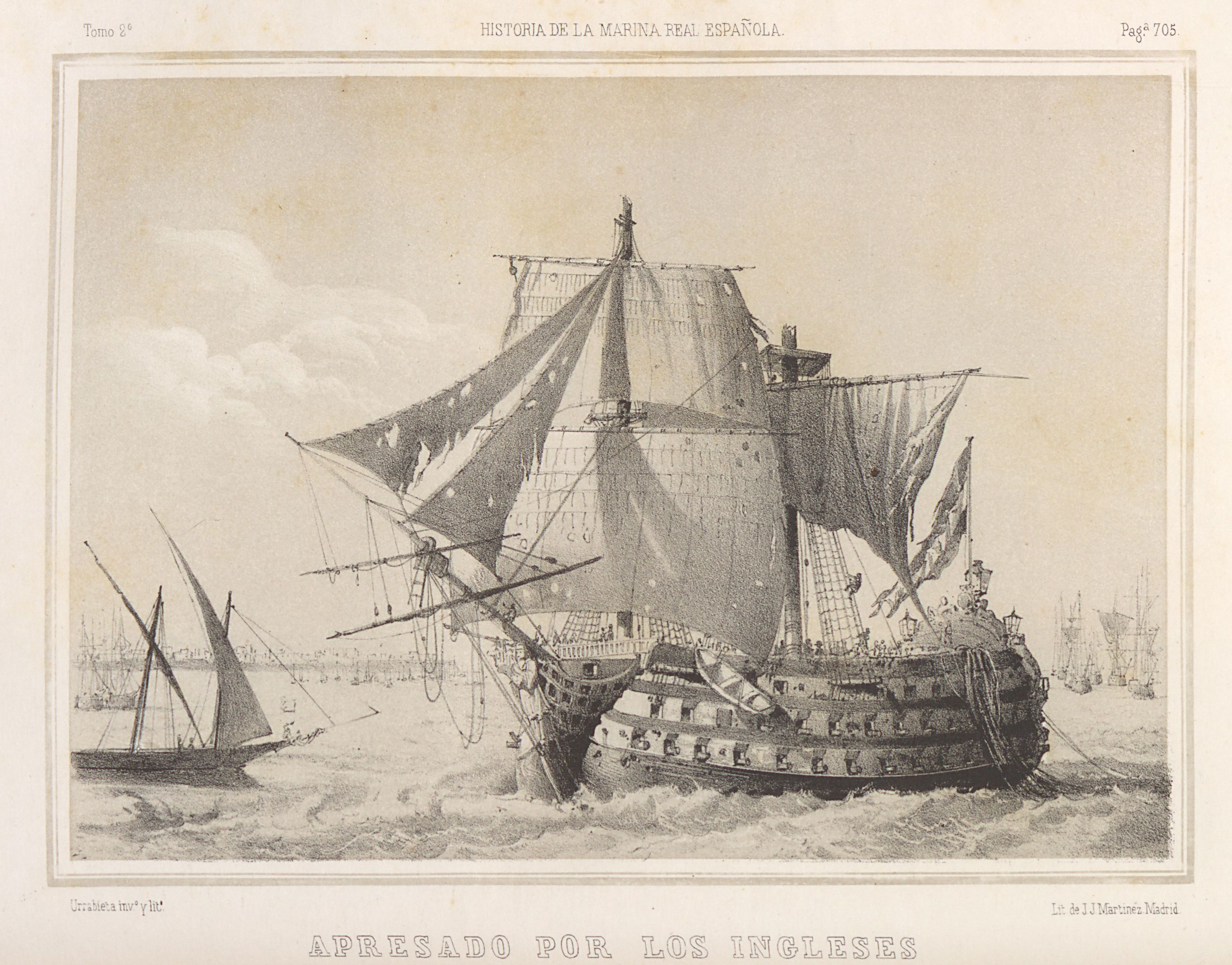
El San Julián vuelve a Cádiz después de ser capturado por los ingleses y posteriormente por los prisioneros españoles.

En tal apuro se decidió el oficial inglés que había marinado el San Julián a rendirse a los apresados, y no pudiendo hacerlo al Marqués de Medina que se hallaba en la imposibilidad de moverse, se entregó al teniente Martínez que a pesar de la gravedad de sus heridas y haciéndose llevar al alcázar en una silla tomo las disposiciones oportunas para zafar los destrozos del desarbolo que impedían los movimientos del navío, mandando envergar un trinquete en la verga de este nombre que había quedado cruzada  y se mantenía en su sitio después de la caída del mastelero y de parte del palo debajo del tamborete, con lo que consiguió tomar el puerto de Cádiz y fondear en la Punta de la Cabezuela[iv] muy maltratado su casco  y rendida completamente la arboladura.
Con ello se redujo la pérdida de buques españoles a los cuatro de nombres Real Fénix, Princesa, Diligente y Monarca[v], aparte del hundido Santo Domingo.
Así ellos, como los ingleses Royal George, Prince George, Sandwich y otros navíos, estuvieron el resto de la noche y todo el día siguiente en inminente riesgo de perecer sobre los arrecifes de la costa, como habría ocurrido sin el providencial cambio de viento al Noroeste el 18, con lo que reunido con el convoy y marcado el cabo Espartel entraron entre los días 18 y 19 de enero al puerto de Gibraltar sin más novedad. 
En cuanto al juicio que mereció el enfrentamiento entre los miembros de la Armada era unánime la opinión de que se tardó en verificar los zafarranchos en todos los navíos, que las señales de formar la línea de combate y retirada se hicieron fuera de tiempo y que las fragatas no estuvieron avanzadas para con la anticipación necesaria poderse retirar con orden y sin precipitación cuando la escuadra se hallaba a corta distancia de la costa y puertos de España.
De lo que no cupo duda alguna fue que el Rey perdió cinco navíos, tres en disposición de batirse en el mismo acto de apoderarse de ellos, y el otro lo estaba ya sin haberles costado a los vencedores más que uno u otro mastelero en alguno de los suyos.
No obstante, el esfuerzo de Lángara, unido al mal tiempo, desarboló un tercio de los navíos de línea de Rodney que debió emplear un tiempo precioso en repararlos en la rada de Gibraltar y dispersó a la mayor parte de los restantes. En una carta distribuida por los reinos españoles, José de Gálvez, el ministro de Indias, informó por cuenta del rey de que dos navíos ingleses seriamente dañados, el Dublin y el Shreswbury, habían arribado al puerto de Lisboa, pero en tan mal estado que no pudieron ser reparados. Otros tres barcos anduvieron «vagando en las cercanías de Cádiz sin mástiles ni aparejos, entregados al arbitrio de las olas... o se hayan estrellados contra las rocas». Algunos de los barcos menores sufrieron idéntico destino”.
El triunfo de la escuadra británica deshizo en parte lo que el bloqueo de Gibraltar había adelantado en seis meses. Rodney entró en Gibraltar el 18 de enero, avitualló la plaza y reforzó la guarnición, aprovechando aquella ventaja para enviar víveres a Menorca, escoltados por los navíos Malborough e Invincible, a la par que reparo sus navíos y habilito los cuatro españoles capturados además de aprovechar los mercantes que le acompañaban para evacuar buena parte de la población civil de la Roca, cuya presencia suponía un inconveniente a los defensores.
No obstante  el desfavorable juicio que mereció el mando de don Juan de Lángara este fue promovido al empleo de teniente general de la real armada; el brigadier don Vicente Doz ascendió a jefe de escuadra y todos los demás jefes, oficiales y guardias marinas obtuvieron el ascenso inmediato[vi].
Tan singular proceder dio lugar a una coplilla que revela el estupor popular ante lo que en la Navy hubiera dado a colgar del palo al comandante de tamaño desastre
«Yo salí con diez navíos / á detener el convoy; /
los perdí, contento estoy, / pues los buques no eran míos. /
Mas yo con mis desvaríos, / andando en el mar ligero, / castigué al inglés
severo, / pues no hizo más el pobrete / que llevarse seis ó siete / y hacerme a
mí prisionero. / Por perder siete navíos, / á uno hicieron General; / al que pierda
veinticinco, / pregunto yo, ¿qué le harán?»
Los británicos evaluaron sus bajas en 32 muertos y 102 heridos. El convoy de suministros llegó a Gibraltar el 19 de enero obligando a la flota sitiadora, de menor tamaño, a retirarse a la seguridad de Algeciras. Rodney, tras una escala en Tánger, llegó varios días más tarde, desembarcando a los prisioneros heridos, entre los que se encontraba el propio Almirante Lángara. La moral de la guarnición británica se elevó con la llegada de los suministros y la presencia del príncipe William Henry.
Tras la escala en Gibraltar se continúa el viaje para reabastecer a la guarnición de Menorca. Finalmente, en febrero, Rodney puso rumbo a las Antillas, aunque segregando parte de su flota original para destinarla al servicio del Canal. Este destacamento interceptó una flota francesa destinada a las Indias orientales, capturando un buque de guerra y tres naves de carga. Gibraltar fue reabastecido dos veces más antes de que el asedio fuese levantado con el final de la guerra en 1783. 
El almirante Lángara y otros oficiales españoles fueron puestos finalmente en libertad condicional. Lángara recibió un ascenso a teniente general y continuó su distinguida carrera, convirtiéndose en Ministro español de Marina en las Guerras revolucionarias francesas.
El almirante Rodney (pese a las críticas del capitán Young, que lo acusó de debilidad e indecisión) fue alabado por su triunfo, la primera gran victoria de la Royal Navy sobre sus oponentes europeos. Se distinguió por el resto de la guerra, en particular ganando en 1782 la Batalla de los Santos en la que capturó al almirante francés Comte de Grasse. Sus observaciones sobre la influencia ventajosa del revestimiento de cobre en la victoria fueron determinantes en la decisión del Ministerio de Marina británico para desplegar más ampliamente la tecnología.
[i] Natural de Vizcaya y amigo del Conde de Fernán Núñez, embajador de España ante la corte de Lisboa, días antes le había expresado al diplomático “Este V. seguro que a mí no me tomarán los ingleses, porque, o yo los tomo, o me han de hacer saltar antes de rendirme”. Historia del reinado de Carlos III en España. D. Antonio Ferrer del Río 
[ii] Navío en el que llegó Carlos III a Barcelona desde Nápoles para tomar posesión como Rey de España
[iii] Así consta en el parte de guerra del marino español, signado en Gibraltar el 21 de enero de 1780. Véase British Library (B.L.). Manuscripts. Add. 20926. Papeles marítimos. Fol. 376.
[iv] Este buque naufrago más adelante por faltarle todas las amarras y no haber permitido el recio temporal que fuese auxiliado como la situación requería.  
[v] Los cuatro buques fueron incorporados a la Royal Navy y mantuvieron sus nombres salvo el Fénix que lo cambio por el de Gibraltar
[vi] Gaceta de Madrid de 4 de febrero de 1780
[i] “to be prepared for battle as the Cape was neared”